# ۱۱ شعبان
۱۱ شعبان، یازدهمین روز ماه شعبان در تقویم هجری قمری است.
در تقویم هجری قمری قراردادی این روز دویست و هجدهمین روز سال است.

## تولدها
- ۳۳ ‐ علی بن حسین (اکبر)، معروف به علی اکبر[۱]

## درگذشت ها
- ۵۴۵ - سنایی غزنوی، شاعر و عارف ایرانی

## مناسبت‌ها
- در ایران: روز جوان[۱]